# Víctor Lenore
Víctor Lenore (Sòria, 1972) és un periodista musical, escriptor i crític cultural espanyol.
Va ser fundador del grup activista La Dinamo. Antic hipster, ha esdevingut crític d'aquesta subcultura; i ha reivindicat com periodista musical figures com Camela, Laura Pausini o Isabel Pantoja.

## Obres
- Indies, hipsters y gafapastas. Crónica de una dominación cultural.  Capitán Swing, 2014.[1][5][6]
- Espectros de la movida.  Ediciones Akal, 2018.[4][7]